# Luis López (editor)
Luis López  fue un editor español del siglo XVII nacido en Palencia.
Se estableció en Zaragoza, en donde ejerció al principio el oficio de pastelero y después se dedicó al arte editorial, publicando varios libros con su nombre, lo que hizo suponer a algunos que era autor de los mismos, pero parece más probable que fueran escritos por varios eruditos aragoneses.

## Obras publicadas
- Tablas Chronológicas universales de España, desde el año 1800 de la creación del mundo, en el que comenzó a poblar el patriarca Túbal, hasta nuestros tiempos por 3799 años (Zaragoza, 1637)
- Thropheos y antigüedades de la imperial ciudad de Zaragoza, y general historia suya desde su fundación después del diluvio universal por los nietos del patriarca Noé, hasta nuestros tiempos (Barcelona, 1639)
- Pilar de Zaragoza, columna firmísima de la fe de España, primer templo católico del mundo, edificado en nombre de María Santísima por el apóstol Santiago Zebedeo (Alcalá, 1649)
- Anales del reino de Aragón